# 片山けい
片山 けい（かたやま けい、1979年7月4日 - ）は、日本の女優、タレント、東京都目黒区出身。学習院女子大学国際文化交流学部日本文化学科卒業。

## 来歴・人物
18歳からモデルとして、ファッション誌『JUNIE』、『non-no』、『MORE』などで活躍。一方で女優としても活動。バラエティー番組『ガチンコ!』の企画「ガチンコ女優学院」で、多数の応募者からグランプリ3人のうちの1人に選ばれ、井筒和幸監督の映画『ゲロッパ!』（2003年）に出演した。
身長160cm。血液型B型。特技はスポーツ全般。水泳では目黒区第2位、競技スキーでは東京都第4位。ほかに家庭料理、ブリッジ、ヨガ、英会話。

## 出演

### 映画
- 壊音 KAI-ON（2002年、奥秀太郎監督）
- SFホイップクリーム（2002年、瀬々敬久監督）- RAY役
- ゲロッパ!（2003年、井筒和幸監督）
- ジャンプ（2003年、竹下昌男監督）
- 記憶の庭（2003年、遠藤一平監督、短編）
- Paradise Girls（2004年オランダ映画、フーピン・フー監督）- ミキ役

### テレビドラマ
- ストレートニュース（2000年10月-12月、日本テレビ系）
- 真夏のメリークリスマス（2000年10月-12月、TBS系）- 第5話
- 17年目のパパへ（2001年1月、TBS系）
- JUDGE CAFE（2001年1月-6月、BS-i）
- カードGメン・小早川茜3 甘い罠（2001年10月、TBS系・月曜ミステリー劇場）- 野口朋絵 役
- 早乙女千春の添乗報告書12（2002年4月、TBS系・月曜ミステリー劇場）- 植木静香 役
- 牙狼〈GARO〉（2005年10月 - 2006年3月、テレビ東京） - 第10話 麻耶 役
- 松本清張特別企画・強き蟻（2006年7月、テレビ東京系・水曜ミステリー9）

### その他テレビ番組
- ガチンコ!（TBS系）-「ガチンコ女優学院」
- 中居正広の金曜日のスマたちへ（TBS系）- 「MEGUMI」まゆみ役
- 内村プロデュース（テレビ朝日、2004年11月）
- 東京シティ競馬中継（TOKYO MX）

### ラジオドラマ
- 円都通信（JFN系）-「SEEDS OF MOVIES 朝日の影で朝食を」（2004年5月-6月）

## コラム連載
- 片山けいのハピ☆ハピDAYS（ファースト・タイムス）